# All-Ireland Senior Hurling Championship 1907
L'All-Ireland Senior Football Championship 1907 fu l'edizione numero 21 del principale torneo di hurling irlandese. Kilkenny batté Cork in finale, ottenendo il terzo titolo della sua storia.

## Formato
Parteciparono 15 squadre e si tennero i campionati provinciali i cui vincitori avrebbero avuto diritto d'accesso alla fase finale nazionale.

## Torneo
All-Ireland Senior Hurling Championship
| 15 marzo 1908 Semifinale | Dublin | 5-10 – 2-5 | Antrim | Dundalk |

| Limerick 10 maggio 1908 Semifinale | Cork | 2-8 – 1-7 | Galway | Markets Field |

| Dungarvan 21 giugno 1908 Finale | Kilkenny              | 3-12 – 4-8 | Cork | Fraher Field (15 000 spett.)\| Arbitro: \| M.F. CRowe (Limerick) \| |
| Arbitro:                        | M.F. CRowe (Limerick) |            |      |                                                                     |